# Taiyitas
Los taiyitas' (en árabe طيء Ṭayy) o clan Ṭayy (ﺑﻨﻮ طيء  banū Ṭayy) es una antigua tribu árabe que pertenece a la rama del sur o federación Kahlan de los qahtanitas de la Península arábiga. Probablemente migraran desde el actual Yemen después del famoso colapso de la presa de Marib (último cuarto del siglo VI) a la región de las estepas entre las montañas Aja y Salma en el área centro norte de Arabia (actualmente, provincia de Haíl, Arabia Saudita). La tribu comparte la zona con Bani Assad y Bani Tamim, y sus miembros incluía tanto a los nómadas y se instaló habitantes de las ciudades.
Su asentamiento en la meseta de Shammar (al noroeste de Arabia) los puso en contacto con las tribus de Banu Asad y Banu Tamim, incluyendo tanto a nómadas como a componentes que se asentaron en pueblos. Ante la ocupación del territorio, la tribu de los Banu Asad, tuvo que abandonar una parte que estaba bajo su control, aunque pronto, las dos tribus hicieron la paz, llegando a un acuerdo conocido como al-ḥalīfān ('los dos aliados'). Las dos principales ramas de los Tayy fueron los Jadīla y los al-Ghawth, que se extendieron por las zonas montañosas de la región y en los llanos, llamándose al-Jabaliyyūn (de jabal, monte) o al-Sahliyyūn (de sahl, llanura), pero también en el desierto, predominantemente de arena recibiendo el nombre de al-Ramliyyūn (de raml, desierto de arena).
Su importancia creció espectacularmente, tanto como para llamar a todos los árabes en las fuentes siríacas, Ṭayyāyē.

## Historia antigua
Antes del islam, tenían relaciones comerciales importantes con la Persia sasánida, y con otras áreas relacionadas por relación de vasallaje, como con los lajmíes de Mesopotamia, pero también con otros que estaban en la órbita política y económica bizantina, como los gasaníes de la Gran Siria.
La mayor parte de la tribu era cristiana, con una pequeña minoría pagana que seguía la religión cananea. La figura Tayy más famosa en ese período fue el legendario Hatem At-Tay (Hatem o Hatim de Tayy), poeta árabe y cristiano, conocido por su generosidad y hospitalidad y figura en Las mil y una noches. Existe una famosa historia sobre un viajero que se detiene en la tienda de un caballero durante la noche y se produce la muerte de su camello. Hatem de Tayy aparece ante su anfitrión durante un sueño, y el huésped parte con un nuevo camello, que en última instancia es pagado desde el más allá, por la generosidad de Hatem. Las primeras fuentes históricas islámicas señalan que su hijo, Adi ibn Hatim, que a veces es denominado rey de Tayy, se convirtió al islam antes de la muerte de Mahoma. Es particularmente venerado por los chiíes, que lo consideran partidario de Alí. 
Otra personalidad Tayy durante este período fue el poeta Zayd al-Jayr, un miembro prominente de los Tayy que se dice, junto a una delegación de su tribu, fue convertido al islam por el propio Mahoma.
Aunque algunos Tayy comenzaron a emigrar a regiones vecinas como Irak y Siria preislámicas, los Tayy participaron en gran medida en las conquistas musulmanas de los primeros siglos del islam, con familias o miembros individuales de la tribu estableciéndose en otras partes del Imperio Islámico, incluyendo Líbano y Egipto. Sin embargo, la mayor parte de estos desplazados, fueron asimilados más tarde por las poblaciones donde se asentaron.
A pesar de que ya no existe como grupo tribal autónomo desde la época islámica, los Tayy han sido reconocidos como los progenitores de otras tribus en Irak, Siria, Arabia Saudita y Kuwait. La mayoría de los genealogistas árabes, así como la tradición oral sostienen que la tribu árabe de Shammar descendiende de los Tayy. Otras tribus reclaman varios grados de descendencia de los Tayy, incluyendo los Banu Lam, la confederación tribal Fudhool, y alguna parte de los Banu Jalid. Muchas personas en Irak usan el apellido 'Al-Ta'ii', aunque en su mayoría, pertenecen a los Banu Lam.

## Religión
Aunque muchos de sus nobles se decían cristianos, el pueblo también adoraba ídolos como Alfulus y muchos otros. Más tarde, abrazaron el islam por medio de Ali Ibn Abi Talib. Después de destruir sus ídolos, enviaron una delegación encabezada por Zayd al-Jayr a Mahoma para declarar su lealtad a la nueva religión. Mahoma, impresionado por su embajador, dijo: 
"Cada vez que alguien es alabado ante mí, al encontrarme con él veo menos de lo que me describieron, excepto en el caso de Zayd. Se eleva por encima de cualquier elogio". (Sahih al Bujari)